# Predella (9229)
Predella è un affresco rinvenuto nella casa del Peristilio a Pompei e custodito all'interno del Museo archeologico nazionale di Napoli.

## Storia
L'affresco venne realizzato in un periodo compreso tra il 25 e il 45 ed era la decorazione della predella della parete nord di uno dei cubicoli della casa del Peristilio. Venne ritrovato il 24 aprile 1762 durante le indagini archeologiche che interessarono la casa e staccato dalla sua collocazione originaria il 15 maggio successivo per essere conservato al Museo archeologico nazionale di Napoli.

## Descrizione
Su un fondo nero sono raffigurati, partendo da sinistra, un amorino intento a cacciare, con ai suoi piedi un cane, che insegue un cerbiatto, rappresentato al centro della scena, il quale, nei pressi di un arbusto, cerca di fuggire dopo essere stato colpito da una freccia. Sulla destra invece è un altro amorino che caccia una lepre.